# Гомельский бригадный район ПВО
Гомельский бригадный район ПВО — войсковое соединение вооружённых сил СССР во время Великой Отечественной войны.

## История
Сформирован весной 1941 года, был развёрнут в районе Гомель — Жлобин — Калинковичи, а также Кобрин — Брест, обороняя от нападения с воздуха коммуникации (в том числе мосты через реки Днепр, Березину, Припять, Сож) и важные предприятия. Управление района дислоцировалось в Гомеле. 
В составе действующей армии во время Великой Отечественной войны с 22 июня 1941 года по 24 ноября 1941 года.
Войска бригадного района (747-й полк и 168-й дивизион), начиная с ночи на 23 июня 1941 года, около двух месяцев обеспечивали сохранность основных объектов прикрытия, а именно железнодорожного узла в Гомеле и мостов через Днепр, несмотря на почти ежедневную бомбардировку их авиацией противника. В августе-сентябре 1941 года оставляет позиции, отходя на восток, вступал в наземные бои.
24 ноября 1941 года расформирован, в связи с общей реорганизацией войск ПВО.

## Состав
- Управление (Гомель)
- 747-й зенитный артиллерийский полк
- 2-й отдельный зенитный артиллерийский дивизион
- 16-й отдельный зенитный артиллерийский дивизион РГК (Жлобин)
- 21-й отдельный зенитный артиллерийский дивизион РГК (Мозырь)
- 168-й отдельный зенитный артиллерийский дивизион (Гомель)
- 174-й отдельный зенитный артиллерийский дивизион
- 336-й отдельный зенитный артиллерийский дивизион
- 437-й отдельный зенитный артиллерийский дивизион
- 32-я зенитная пулемётная рота (Речица)
- 33-я зенитная пулемётная рота (Шатилки)
- 52-й отдельный батальон ВНОС (Гомель)

## Подчинение
| Дата       | Фронт (округ)                            | Армия | Примечания |
| ---------- | ---------------------------------------- | ----- | ---------- |
| 22.06.1941 | Западный фронт (Западная зона ПВО)       | -     | -          |
| 01.07.1941 | Западный фронт (Западная зона ПВО)       | -     | -          |
| 10.07.1941 | Западный фронт (Западная зона ПВО)       | -     | -          |
| 01.08.1941 | Центральный фронт (Центральная зона ПВО) | -     | -          |
| 01.09.1941 | -                                        | -     | нет данных |

## Командиры
- полковник П. Е. Хорошилов (до 7.7.1941)
- полковник К. И. Шафранский (с 7.7.1941; погиб 21 августа 1941 года)